# نیوری‌بار، نیوساوت ولز
نیوری‌بار (به انگلیسی: Newrybar) یک منطقهٔ مسکونی در استرالیا است که در نیو ساوت ولز واقع شده‌است.